# Миловская церковь
Це́рковь Святи́теля Никола́я Чудотво́рца (Ми́ловская) — утраченный единоверческий православный храм, находившийся на Захарьевской улице Санкт-Петербурга, на месте дома 18.

## История

### Первый храм
Устройство храма связано с именем любимского купца Ивана Ивановича Милова. Он владел фабрикой шёлковых материй и был известен среди петербургских старообрядцев-поповцев. Продукция миловской фабрики также поступала ко двору императрицы. В Санкт-Петербурге купец был домовладельцем участка № 6 по Захарьевской улице.
Ужесточение при Павле I политики в отношении к старообрядцам, а также личное знакомство и частые беседы с Санкт-Петербургским митрополитом Гавриилом подвели Ивана Милова к осознанию воссоединения столичных поповцев с православной церковью. На общем собрании общины в начале декабря 1798 года было решено направить митрополиту «приговор» о желании воссоединения, а также построить свой храм, богослужения в котором проводились бы на древнем антиминсе и по старопечатным книгам. Митрополит Гавриил посоветовал составить отдельное прошение Святейшему Синоду. 21 декабря 1798 (1 января 1799) вышел синодальный указ о дозволении «по снисхождению» устройства храма в доме Ивана Милова (современный адрес — Захарьевская улица, дом 16).
Епархиальные власти, после освидетельствования помещения будущего храма 28 (17) января 1799 года, признали его подходящим. Однако потребовали перенести вход в церковь с восточной стороны (так приходилось подниматься на второй этаж, где располагался храм, у алтаря) на северную. Переделки продолжались долго и закончились к 10 июня (30 мая). Однако переход «миловской» общины в единоверие было плохо воспринято некоторыми поповцами (в том числе московскими), отказывавшимися принимать священников от православных епископов, а также петербургскими беспоповцами, имевшими большое влияние на старообрядцев. В связи с этим митрополит Гавриил медлил с освящением до установления спокойствия. 8 июля (27 июня) 1799 года он освятить храм. При этом на выбор посвящения церкви святому Николаю Чудотворцу повлияло то, что во время выборов праздника или святого храма в общину прибыли два придворных с иконой святителя — даром от императора Павла I.
10 июля (29 июня) 1799 года, в день памяти апостолов Петра и Павла, храм был освящён иеромонахом Никодимовой Троицко-Каменской единоверческой мужской пустыни Варлаамом на антиминсе, «священнодействованном» при Иване IV Грозном и архиепископе Новгородском Пимене в 1573 году. По имени строителя церковь стала именоваться в народе Миловской. Храм помещался на втором этаже здания «в трёх покоях» и занимала помещение в длину 17 м и ширину — 8,5 м.
1 декабря (20 ноября) 1800 года храм посетил Павел I. Император осмотрел церковь, поклонился образам. Затем он посетил Ивана Милова, с которым долго беседовал о вере. Дочь Ивана Милова Мария подарила императору написанную ею икону, за что была пожалована бриллиантовым фермуаром. Покидая купца, Павел I повелел ему со священником и прихожанами быть на литургии в придворной церкви, которая состоялась 6 декабря (25 ноября). Затем, 1 января 1801 (21 декабря 1800), император пожертвовал крест для установки на крыше дома и звон.
В 1810-е годы в приходе произошел раскол, связанный с желанием части общины, возглавляемой купцом Кузьмой Захаровичем Чурсиновым, вероятно, имевшим личные обиды с Миловым, перенести храм в другое место — на угол Грязной и Кузнечной улиц. Об этом, ссылаясь на маловместительность храма, Кузьма Чурсинов просил митрополита Амвросия. В защиту церкви выступил сам Иван Милов. Архиерей, рассмотрев дело, решил сохранить храм на старом месте, ссылаясь, что он устроен по синодальному указу, а крест и звон устроены по императорскому повелению. При этом митрополит Амвросий предложил собрать средства и приход для строительства нового храма Кузьме Чурсинову, который не смог этого выполнить. 31 (19) августа 1818 года Чурсинов снова подал прошение санкт-петербургскому митрополиту, уже Михаилу, об упразднении Миловской церкви и строительстве нового храма. Митрополит, прибывший на литургию в храм, увещевал двух купцов помириться, что и было внешне сделано. После посещения церкви митрополит Михаил указал сохранить храм в доме Ивана Милова, «доколе он жив, или пока дом его, в коем она находится, не выйдет из владения его во владение другого». При этом архиерей позволил Кузьме Чурсинову строительство нового приходского храма. Когда 20 (8) июня 1820 года было освящено место для нового храма, Чурсинов снова обратился к митрополиту, попросив дозволения перенести некоторые образы из Миловской церкви во временную деревянную часовню. В 1827 году, когда новая церковь была вчерне отстроена, Чурсинов потребовал перенести в неё антиминс из Миловской церкви. Этой просьбе способствовал и пожар, который случился в дом Ивана Милова 18 (6) июня 1820 года. Тогда вся утварь и иконы были перенесены на хранение в соседнюю Скорбященскую церковь. Однако Святейший Синод 11 августа (30 июля) отказал Кузьме Чурсинову. При этом храм стал приписным к Никольской церкви, которую возводил Чурсинов.

### Новая церковь
После смерти в 1839 году Ивана Милова храм, следуя указу митрополита Амвросия, должен был упразднён. Однако прихожане просили епархиальное начальство дозволить им построить новую церковь вместо домовой. Викарий Санкт-Петербургской епархии, епископ Ревельский Венедикт, будучи противником увеличения количества единоверческих приходов, отказал просьбе прихожан. Утварь и антиминс (если он цел ещё) повелел передать в Никольский храм на Никольской улице. Святейший Синод же 16 (4) декабря 1840 года просил епископа Венедикта, в память о том, что Миловская церковь была первым единоверческим храмом, найти возможность удовлетворить просьбу прихожан. Дело затянулось. Тогда просители подали в ноябре 1842 года прошение о возвращении самостоятельности приходу и строительстве нового храма самому Николаю I. В ответ обер-прокурор Святейшего Синода граф Н. А. Протасов согласился с просьбой прихожан
Под новый храм дочь Ивана Милова Мария передала территорию 1500 квадратных метров за старым домом по Захарьевской улице. Проект церкви, разработанный архитектором Н. Е. Ефимовым, был утверждён 4 января 1845 (23 декабря 1844). Тогда же был восстановлен отдельный приход. Закладка храма состоялась 20 (8) июля 1845 года. Средства на постройку церкви были собраны прихожанами, среди которых особенно отличился её строитель потомственный почётный гражданин Николай Степанович Тарасов. Через два года после закладки храм был вчерне готов, но нехватка средств и споры внутри общины замедлили оставшиеся работы. Освящение церкви состоялось 18 (6) мая 1852 года.
В 1870 году по проекту Михаила Щурупова была устроена ограда с сторожкой. В 1901 году в храме был произведён капитальный ремонт.
В 1888 году при приходском попечительстве была основана богадельня для женщин Шустиных, устроенная в соседнем здании.
Во второй половине 1924 года ненадолго «двадцатка» получила в аренду за 1500 рублей золотом ежемесячно часовню Христа Спасителя в домике Петра Великого.
Впоследствии Никольский храм был передан старообрядцам-окружникам белокриницкого согласия.
В 1932 году храм был закрыт и взорван.
На месте храма расположено одно из зданий Военного института (инженерно-технического) Военной академии материально-технического обеспечения имени генерала армии А. В. Хрулёва, построенное в 1939 году.

## Архитектура, внутреннее убранство храма
Храм был пятиглавым, каменным. Построен в русско-византийском стиле. В плане крестовокупольный с высокой шатровой колокольней, крытой железом. Стены церкви были выкрашены в белый цвет, кровля — в зелёный. Входы в храм были расположены с трёх сторон; отдельный ход в алтарь располагался с северо-восточной стороны. Престол был один — во имя святителя Николая Чудотворца.
Внутреннее убранство, во многом, состояло из перенесённой утвари старого храма. Иконостас был деревянным. Престол кипарисный. За престолом находились также кипарисный крест с серебряным вызолоченным венчиком над изображением распятия Спасителя и Смоленская икона Божией Матери, написанная на кипарисной доске, с таким же венчиком. На горнем месте был расположен Деисус, украшенный тремя серебряными вызолоченными венчиками, в вызолоченной раме с резьбой. Иконы греческого письма (писанные на кипарисе, липе и простых досках) для храма были приобретены Иваном Миловым в 1796 году из поповской моленной, находившейся в доме столичного купца Кузьмы Попова. Они были украшены деревянными, вызолоченными рамами и киотами красного дерева.
В храме хранились:
- Холщовый антиминс 1573 года.
- Храмовой образ святителя Николая Чудотворца, пожертвованный Павлом I.
- Часть Ризы Господней, приобретенная Иваном Миловым у грузинских царевичей. Она была помещена в золотую панагию, украшенную драгоценными камнями и жемчугом.
- Напрестольный крест с частицами мощей святых.
- Плащаница, написанная и украшенная дочерью Ивана Милова Марией.
- Старопечатные книги, большинство из которых было напечатано при патриархе Иоасафе.

## Настоятели церкви
| Настоятели                       | Настоятели                                                        |
| Даты                             | Настоятель                                                        |
| -------------------------------- | ----------------------------------------------------------------- |
| 1799 — 17 октября 1800           | священник Даниил Дорофеев (…—1800)                                |
| 1800—…                           | священник Николай Иванов                                          |
| 1803—…                           | священник Тихон Ефимов                                            |
| 1806—…                           | протоиерей Власий                                                 |
| 1807—…                           | священник Андрей                                                  |
| 1815—…                           | священник Иоанн Иванов                                            |
| 1827                             | священник Пётр Степанов                                           |
| 1827—1844                        | богослужение совершалось причтом Никольской единоверческой церкви |
| 27 августа 1844 — 1 февраля 1885 | священник Иоанн Тимофеевич Верховский (1816—…)                    |
| 1885—1916                        | протоиерей (до 1913 — священник) Александр Алексеевич Куприянов   |
| 5 июля 1916 — …                  | протоиерей (до 1917 — священник) Григорий Стефанович Шлеёв        |